# Asociación de Profesores de Español del Oeste de Suecia

La Asociación de Profesores de Español del Oeste de Suecia (APEOS)  (en sueco: Spansklärarföreningen i Västra Sverige), es una organización de formación de profesores o docentes profesionales de español, encargados de enseñar la lengua española en la región del Oeste de Suecia, en diferentes áreas educativas como colegios o universidades. Esta asociación fue creada en 1982 en la ciudad sueca de Skrittgatan.
La Asesoría Técnica  de este país escandinavo, ha llevado a cabo ciertas actividades de información por parte del Ministerio de Educación, Cultura y Deporte, sobre la formación para profesores y estudiantes de español en Suecia. Como realizar talleres, conferencias y reuniones, además que contaron con el apoyo del Departamento de Asuntos Culturales de la Embajada de España en Estocolmo. Además que la enseñanza de los idiomas en Suecia, tiene una larga tradición tanto en el ámbito formal como no formal. Es habitual que tras la jornada laboral de la gente se matricule a cursos de idiomas en diferentes centros educativos para adultos. Hay un gran interés y motivación por el aprendizaje de otras lenguas. La mayoría de la población estudia y habla inglés, en cambio el español ocupa, en estos momentos, el primer lugar en el estudio de las lenguas extranjeras desbancando al alemán y al francés en la última década.
En el Colegio Español-Spanska skolan, trabaja con una metodología basada en los enfoques actuales presentados en el Marco común europeo de referencia.